# Совка восклицательная
Совка восклицательная, или ночница восклицательная (лат. Agrotis exclamationis) — ночная бабочка из семейства совок.

## Описание
Бабочка очень похожа на озимую совку, отличаясь от неё тем, что передние крылья у неё окрашены в жёлто-серый или буро-серый цвет, с клинообразной, продольной чертой чёрного цвета близ основания каждого крыла, напоминающей фигуру восклицательного знака (отсюда и название) и с почковидным тёмным пятном в вершинной половине крыла, близ переднего его края. Размах крыльев 35—46 мм. Гусеница жёлто-бурая, с бледной линией вдоль спины и с чёрной тенью на боках. Дыхальца чёрные.

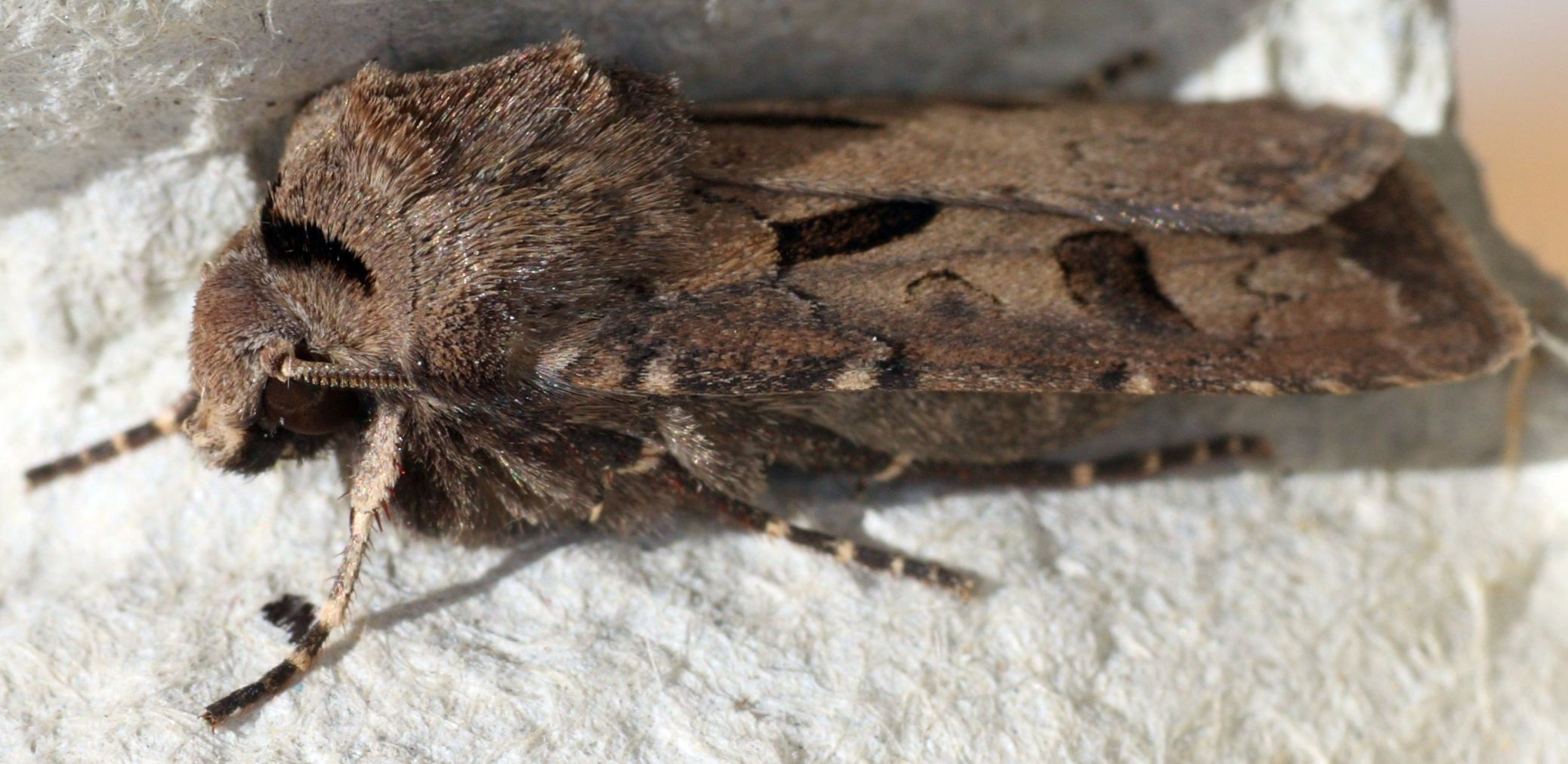
Профиль
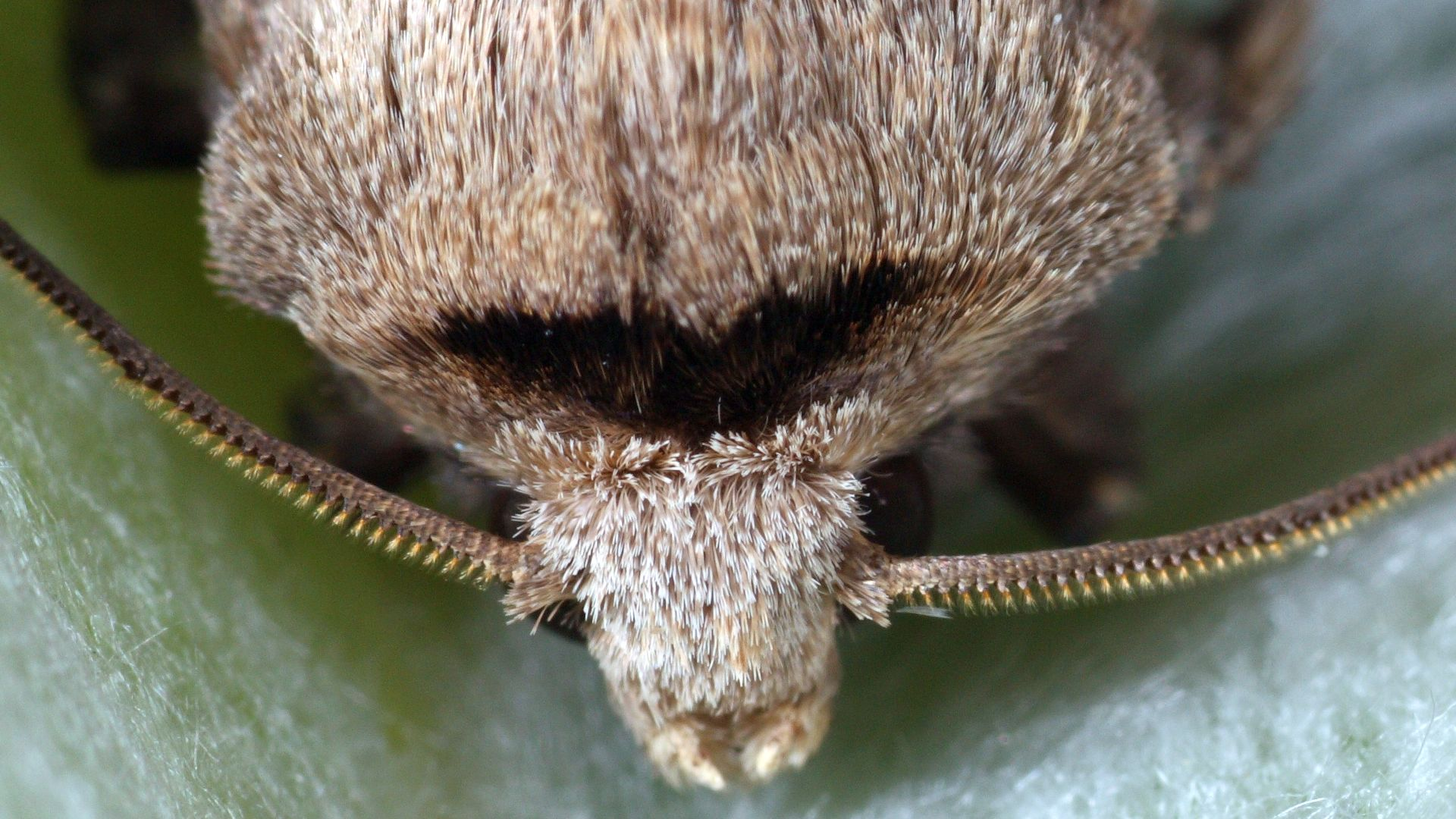
Передний бренд
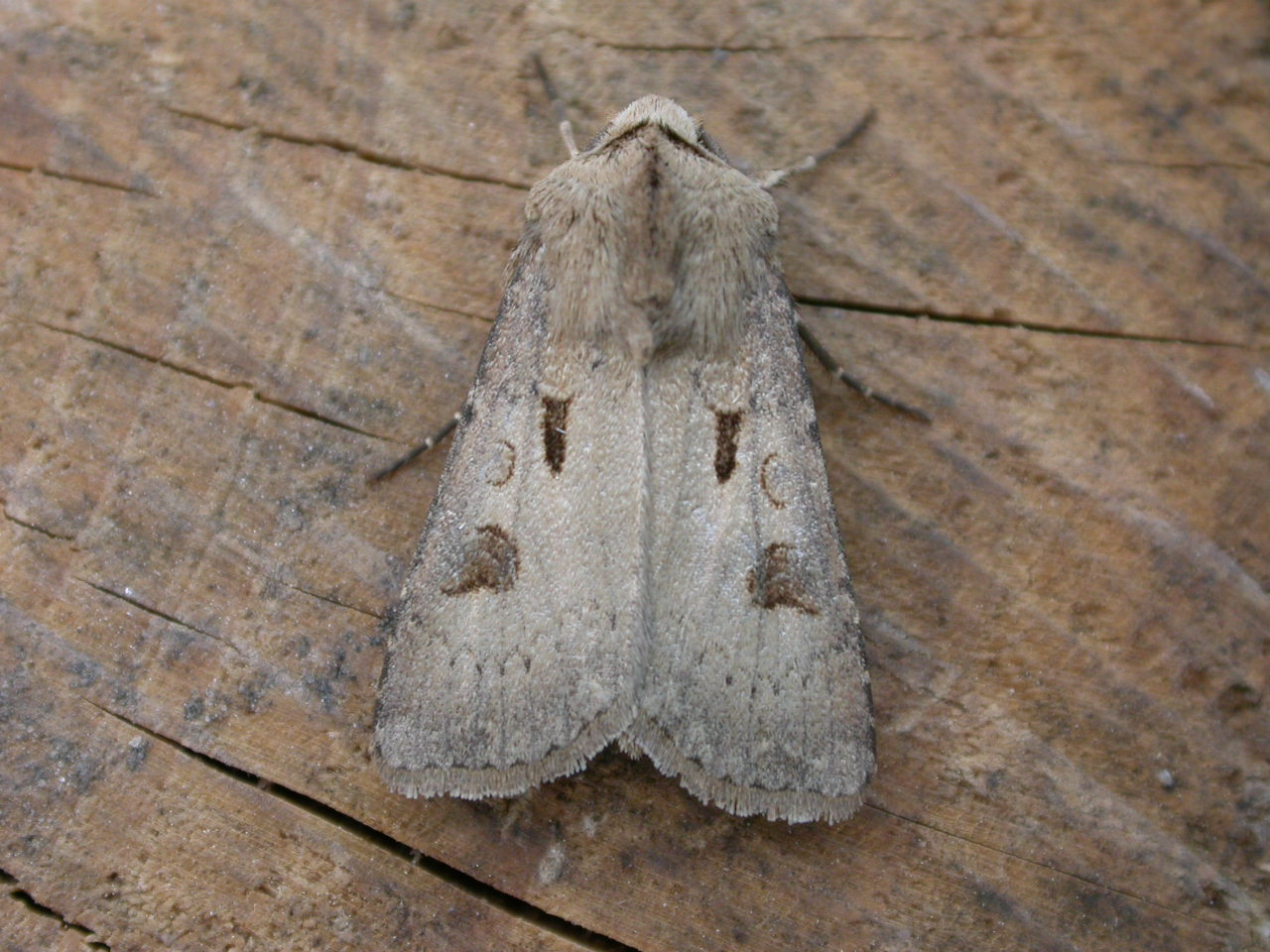
Изменение цвета

## Ареал
Ареал вида охватывает все страны Европы до Полярного круга и умеренный климатический пояс Азии до Тихого океана. Отсутствует на ряде средиземноморских островов. В горах встречается до высоты 2000 метров над уровнем моря. Населяет открытые местообитания.